# Волфганг Оверат
Волфганг Оверат (29. септембар 1943, Зигбург) је бивши немачки фудбалер. Играо је на позицији офанзивног везног и са немачком репрезентацијом је освојио Светско првенство 1974.

## Каријера
Оверат је почео да игра фудбал у локалном Зигбургу, а као сениор целу своју каријеру провео је у Келну. Са Келном је освојио прву сезону Бундеслиге 1964, а 1968. и 1977. је освојио куп Немачке. За Келн је укупно одиграо 542 званична меча по чему је тренутни рекордер клуба, од чега је у европским такмичењима одиграо 71 меч и постигао 11 голова.
Са репрезентацијом Немачке је на Светским првенствима освојио 3 различите медаље: 1966. друго место (сребро), 1970. треће место (бронза) и 1974. прво место (злато). У мечу за треће место 1970. против Уругваја је постигао једини погодак на мечу. Није учествовао на завршници Европског првенства 1972. због повреде а његово место у првом тиму Немачке је заузео Гинтер Нецер. На Светском првенству 1974. Оверат је опет враћен у први тим Немачке од стране селектора Хелмута Шена, док је Нецер био међу резервама.

## Трофеји
Келн
- Бундеслига: 1963/64
- Куп Немачке: 1967/68, 1976/77

Западна Немачка
- Светско првенство: 1974

Индивидуални
- Део тима Светског првенства: 1974 [3]